# Алівія Елін Лінд
Алівія Елін Лінд (англ. Alyvia Alyn Lind, нар. 27 липня 2007, Лос-Анджелес, Каліфорнія, США) — американська актореа. Зіграла Фейт Ньюман у денній мильній опері CBS «Молоді та зухвалі»,  Анжеліку Грін у серіалі «Світанок апокаліпсису» та Лексі Кросс у телесеріалі «Чакі».

## Біографія
Молодша дочка акторки Барбари Елін Вудс і продюсера Джона Лінда. У неї є дві старші сестри Наталі Елін Лінд і Емілі Елін Лінд, які також є акторками.

## Кар'єра
У кіно Лінд дебютувала у 2013 році у фільмі «Похмурі небеса». З 2011 до початку 2021 року вона грала Фейт Ньюман у денній телевізійній мильній опері «Молоді та зухвалі». У неї були повторювані ролі в телесеріалі «Помста» в ролі молодої Аманди Кларк, а також у «Очевидне» в ролі Грейс. Вона знялася в таких серіалах, як «NCIS: Полювання на вбивць» і «Майстри сексу». У 2014 році вона знялася в повнометражному фільмі «Змішані».
У 2016 році Лінд знялася в спеціальному фільмі Amazon Studios «Історія американської дівчини — Меріеллен 1955: Надзвичайне Різдво», де зіграла роль Меріеллен Ларкін.
Лінд зіграла головну роль Анжеліки Грін у комедійно-драматичному серіалі Netflix «Світанок».
Починаючи з 2021 року, Лінд грає у телесеріалі «Чакі».

## Фільмографія
| Рік       |    | Українська назва                                                   | Оригінальна назва                                                | Роль             |
| --------- | -- | ------------------------------------------------------------------ | ---------------------------------------------------------------- | ---------------- |
| 2011—2021 | с  | Молоді та зухвалі                                                  | The Young and the Restless                                       | Фейт Ньюман      |
| 2012—2015 | с  | Помста                                                             | Revenge                                                          | Аманда Кларк     |
| 2012—2014 | с  | Теле-тато у відставці                                              | See Dad Run                                                      | Шарлотта         |
| 2013      | с  | NCIS: Полювання на вбивць                                          | NCIS                                                             | Емма Дейлі       |
| 2013      | тф | Похмурі небеса                                                     | Dark Skies                                                       | молодша донька   |
| 2014      | с  | Очевидне                                                           | Transparent                                                      | Грейс            |
| 2014      | ф  | Змішані                                                            | Blended                                                          | Лоу              |
| 2014      | ф  | Пересмішник                                                        | Mockingbird                                                      | Меган            |
| 2015      | тф | Смертельне усиновлення                                             | A Deadly Adoption                                                | Саллі Бенсон     |
| 2015      | ф  | Вогонь твістер                                                     | Fire Twister                                                     | Молодша донька   |
| 2015      | с  | Майстри сексу                                                      | Masters of Sex                                                   | Дженні Мастерс   |
| 2015      | с  | Майже все                                                          | Gamer's Guide to Pretty Much Everything                          | Тіна             |
| 2015      | тф | Багатобарвне пальто Доллі Партон                                   | Dolly Parton's Coat of Many Colors                               | Доллі Партон     |
| 2015      | ф  | Побачення, за яке потрібно померти                                 | A Date to Die For                                                | Калі Амстронг    |
| 2015      | ф  | Вбити короля                                                       | Shangri-La Suite                                                 | Ліза Марі Преслі |
| 2016      | с  | Вчителі                                                            | Teachers                                                         | Аніка            |
| 2016      | ф  | Багатобарвне Різдво Доллі Партон: Коло кохання                     | Dolly Parton's Christmas of Many Colors: Circle of Love          | Доллі Партон     |
| 2016      | ф  | Історія американської дівчини – Меріеллен 1955: Надзвичайне Різдво | An American Girl Story – Maryellen 1955: Extraordinary Christmas | Меріеллен Ларкін |
| 2018      | с  | 9-1-1                                                              | 9-1-1                                                            | Лілі             |
| 2018      | с  | Алекса і Кеті                                                      | Alexa & Katie                                                    | Саша             |
| 2018      | ф  | За бортом                                                          | Overboard                                                        | Олівія           |
| 2019      | с  | Світанок апокаліпсису                                              | Daybreak                                                         | Анджеліна Грін   |
| 2019      | ф  | Прогулянка. Їздити. Родео.                                         | Walk. Ride. Rodeo.                                               | Атмун Снайдер    |
| 2021      | ф  | Маскарад                                                           | Masquerade                                                       | Кейсі            |
| 2021      | с  | Чакі                                                               | Chucky                                                           | Лексі Кросс      |
| 2024      | с  | Хроніка Спайдервіка                                                | The Spiderwick Chronicles                                        | Калліопа         |